# 斯波経詮
斯波 経詮（しば つねあき）は、戦国時代の陸奥の戦国大名。高水寺斯波氏の当主。

## 略歴
『続群書類従』「奥州斯波系図」には名前が見られないが、実在したとみられ、天文年間に岩手郡を攻略したとされる。また、「奥州斯波系図」の詮房・詮元の年代に該当するとされる。
弟の雫石詮貞や猪去詮義らと共に共同統治を行なって父時代から続く斯波氏の全盛期を存続させた。居城を「斯波御所」と名づけたのは経詮である。
後を嫡男の詮真が継いだ。